# ТЭМ2
ТЭМ2 (тепловоз с электрической передачей, маневровый, тип 2) — советский, а затем российский маневровый шестиосный (осевая формула 30−30) тепловоз.

## История

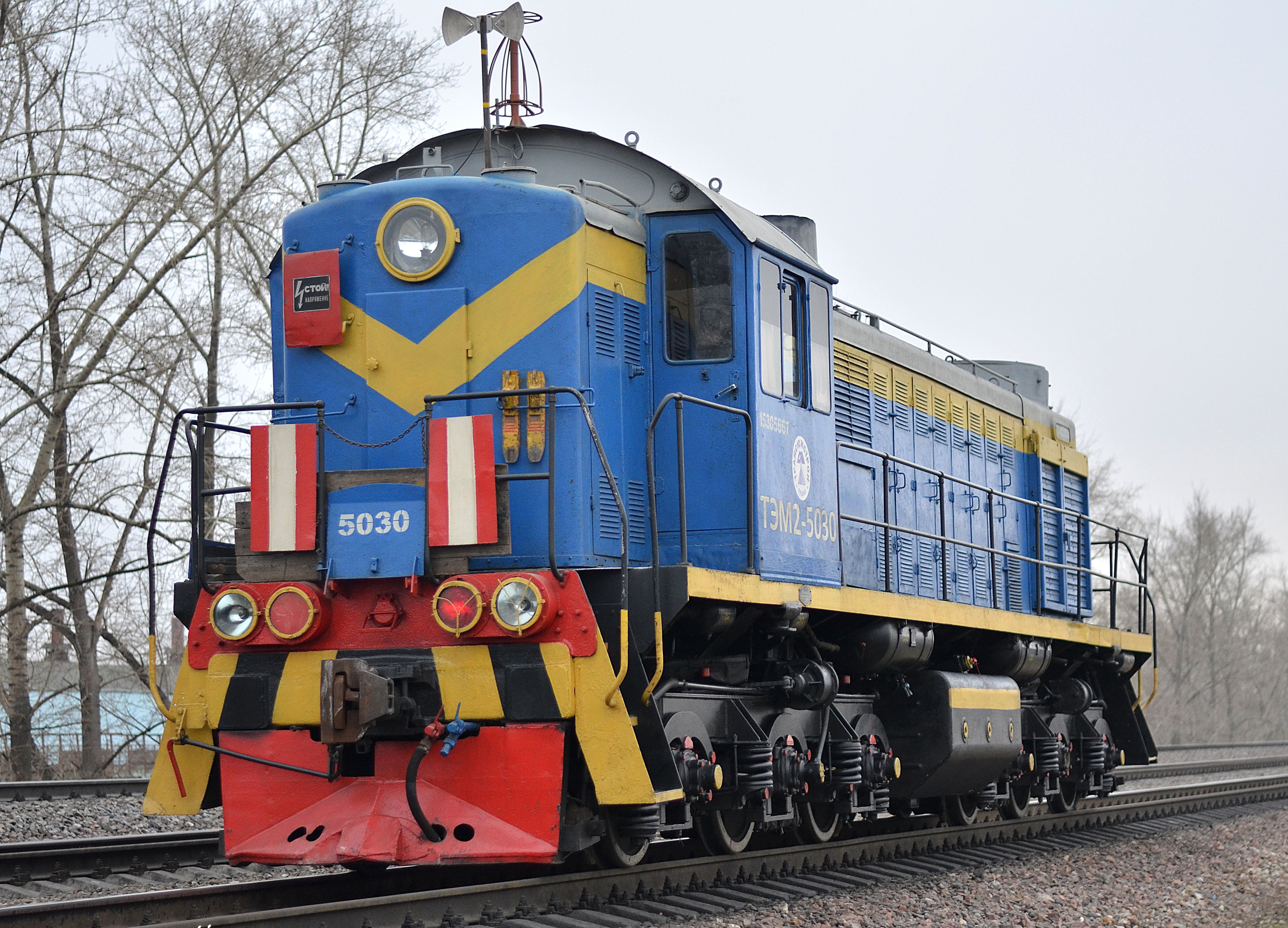
ТЭМ2-5030

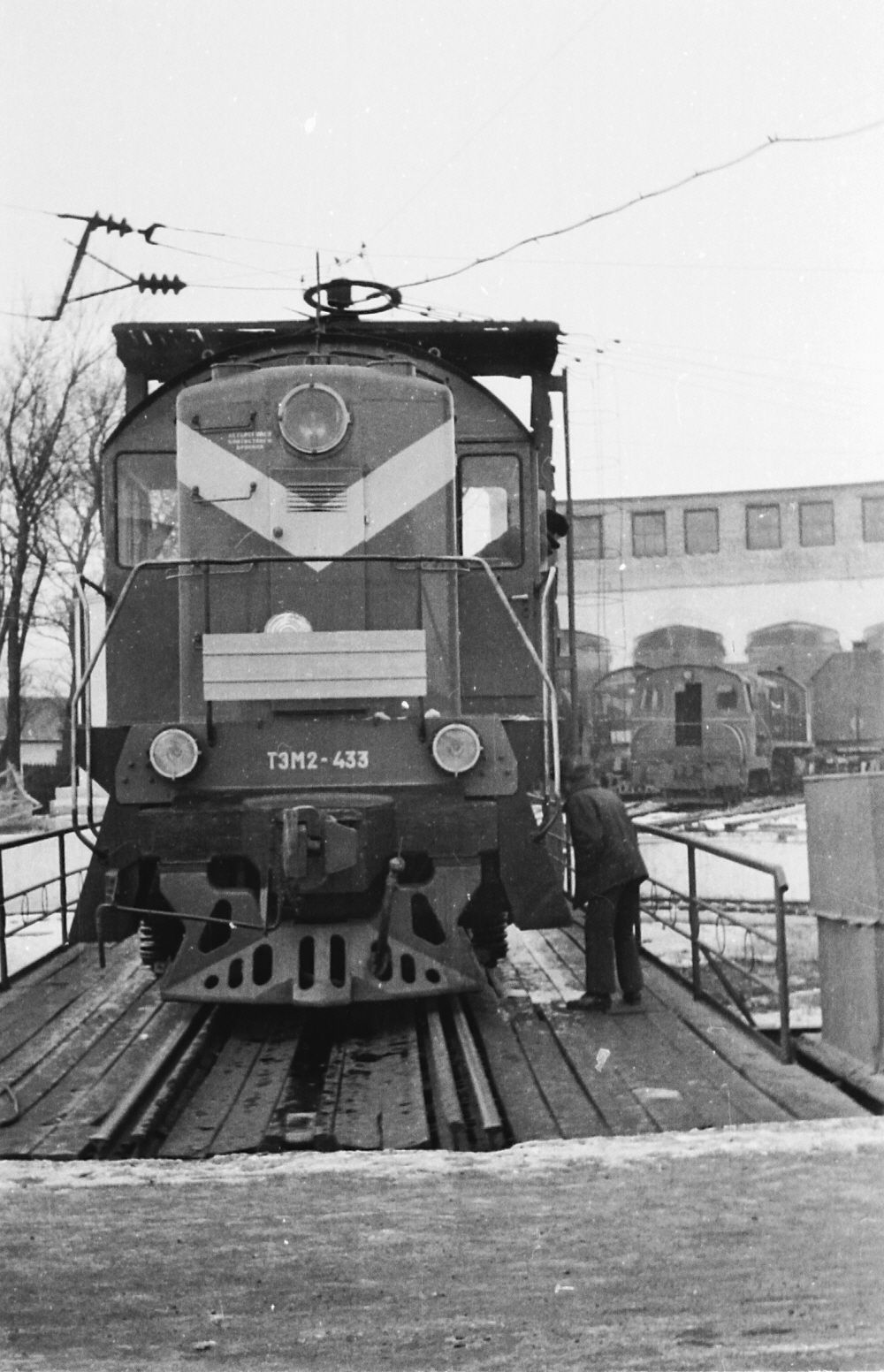
ТЭМ2-433 на поворотном круге в Уссурийске, 1977 год

В 1959 году на Брянском машиностроительном заводе был разработан проект усиленного тепловоза серии ТЭМ1. Для этого тепловоза Пензенским дизельным заводом на базе дизеля 2Д50 разработан более мощный дизель ПД1 (Пензенский дизель, 1-й тип).

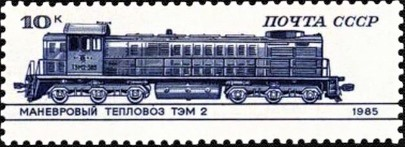
Почтовая марка СССР, 1985 г. Железнодорожные локомотивы и вагоны. ТЭМ 2.

В 1960 году завод выпустил два, а в 1961 ещё один маневровый тепловоз повышенной мощности, которые получили обозначение серии ТЭМ2.                                                                                                                                                                                               
Мощный маневровый односекционный тепловоз ТЭМ2 с электрической передачей широко используется по всей сети железных дорог.
Запасы топлива, масла, воды, песка обеспечивают работу локомотива на маневрах продолжительное время (до 10 суток) без экипировки. Тепловоз легко вписывается в кривые радиусом не меньше 80 метров. Более современные версии могут работать двумя секциями при управлении с одного поста.
На тепловозе ТЭМ2 установлен дизель марки ПД1М мощностью 1200 л. с., созданный на базе дизелей Д50, 2Д50, 2Д50М.
Конструкция кузова у этих тепловозов незначительно отличается от кузова тепловозов ТЭМ1 первых выпусков: боковые стенки кабины машиниста выполнены без наклона для лучшего обозрения пути. Кроме замены дизеля был заменён главный генератор и внесён ряд других изменений.
Первые тепловозы ТЭМ2 поступили для эксплуатации в депо Лихоборы и депо имени Ильича Московской дороги.
В процессе выпуска тепловозов ТЭМ2 в их конструкцию вносились изменения:
- с № 0004 незначительно изменилась конструкция электродвигателей, применены контроллеры машиниста, главные рукоятки которых имеют восемь ходовых позиций;
- с № 0016 изменены электродвигатели и тележки;
- с № 0017 введены специальные шины для подключения силовых цепей при испытаниях, плавкие предохранители в цепях управления и освещения заменены автоматами;
- с № 028 изменено передаточное отношение редуктора;
- с № 053 установлены розетки для ввода тепловоза в депо от стационарного источника тока;
- с 1968 года на тепловозах устанавливался модернизированный дизель ПД-1М;
- с № 250 высоковольтная камера приварена к главной раме кузова (ранее были болтовые соединения);
- с № 300 введена система автоматического пуска дизеля;
- с № 500 устанавливалась система автоматической локомотивной сигнализации;
- с № 763 цепи управления позволяют работать двум тепловозам по системе многих единиц;
- с № 943 сокращено количество секций для охлаждения воды (с 16 до 12);
- с № 1145 установлено оборудование для управления локомотивом одним машинистом.
- с 1988 года использовались контроллеры машиниста типа КМ-2104-У3 и электромагнитные контакторы другого типа.

После выпуска нескольких доработанных партий тепловозов с 1963 по 1966 год БМЗ, начиная с 1967 года, перешел к серийной постройке тепловозов ТЭМ2. С 1969 по 1979 годы, параллельно с БМЗ тепловозы ТЭМ2 строит Ворошиловградский тепловозостроительный завод.
Тепловозу ТЭМ2-580 выпуска 1970 года первому из локомотивов присвоен государственный Знак качества.
С 1960 по 1975 год БМЗ изготовлено всего 2160 тепловозов ТЭМ2, в том числе для МПС 2160, Ворошиловградским заводом изготовлено 1000 тепловозов, в том числе для МПС 578. На 1 января 1976 года на железных дорогах СССР находилось 1816 тепловозов ТЭМ2 и ТЭМ2А (модификация с возможностью переделки на колею 1435 мм).
С 1982 года тепловозы ТЭМ2 (с номера 7244) выпускались с кузовом аналогичным ТЭМ2У.
Брянский машиностроительный завод прекратил выпуск тепловозов семейства ТЭМ2 в 2000 году (последний номер 7870).
Тепловозы серии ТЭМ2 также поставлялись в Монголию, Польшу и на Кубу. В Польше они получили обозначение SM48 и были закуплены с 1976 года в количестве 130 машин. Для промышленных предприятий Польши тепловозы поставлялись с обозначением ТЭМ2 в латинском варианте (TEM2).
Сегодня[когда?] это, наряду с чехословацким ЧМЭ3, самый распространённый маневровый тепловоз на территории бывшего СССР.
Более четверти века ТЭМ2 экспонировался на ВДНХ.
26 сентября 1996 года в Кагальницком районе Ростовской области произошло столкновение школьного автобуса с тепловозом такого типа, в результате которого погибло 22 человека, в числе которых 18 детей.

## Модификации

### ТЭМ2А
Экипажная часть тепловоза приспособлена как для колеи шириной 1520 мм, так и для 1435 мм без замены тележек. Причем индекс «А» остался даже при производстве ТЭМ2У.

### ТЭМ2М
Первый опытный тепловоз ТЭМ2М-001, на котором, в отличие от тепловоза ТЭМ2, вместо дизеля ПД-1М был установлен дизель 6Д49 Коломенского тепловозостроительного завода, был выпущен в 1974 году. Начиная с 1984 года Брянский машиностроительный завод стал в небольшом количестве выпускать тепловозы ТЭМ2М с целью накопления эксплуатационного опыта. В конструкцию локомотива были внесены изменения, обусловленные применением другого дизеля. С 1983 года ТЭМ2М выпускался с кузовом аналогичным ТЭМ2У (с номера 069). Всего выпущено 287 тепловозов этой серии. Поставлялись они только промышленным предприятиям.

### ТЭМ2Т
Модификация предназначена для эксплуатации в местностях с тропическим климатом.

### ТЭМ2У
В конце 1978 года Брянский машиностроительный завод построил опытный тепловоз ТЭМ2У (под номером 001), который в отличие от тепловозов ТЭМ2 имел измененную форму капота и кабины машиниста, а также ряд новых устройств (новый пульт управления, глушитель шума, улучшенную теплоизоляцию и др.). На тепловозе улучшена конструкция дизель-генератора, рессорного подвешивания, предусмотрен электрический подогрев воды в системе охлаждения. Сцепная масса тепловоза увеличена до 123,6 т. Тепловозы ТЭМ2У были рассчитаны как на колею 1524, так и на колею 1435 мм (серия ТЭМ2А). С 1984 года завод начал серийное изготовление тепловозов ТЭМ2У (с номера 8002).

### ТЭМ2УС
После проведения в 1976 году испытаний тепловоза ТЭМ2-1983, у которого одна из тележек была оборудована электромагнитными устройствами, предназначенными для увеличения силы сцепления колес с рельсами, по заказу МПС Брянский машиностроительный завод в 1978 году изготовил опытный тепловоз ТЭМ2УС-0001. На тележках этого тепловоза были установлены электромагниты, магнитный поток которых проходил через колеса и рельсы и создавал притяжение бандажей к головкам рельсов. Тепловоз ТЭМ2УС-0001 испытывался ВНИТИ, однако решение о дальнейшем оборудовании тепловозов электромагнитной системой увеличения силы сцепления принято не было.

### ТЭМ2Т
Для решения вопроса о целесообразности применения электрического торможения на тепловозах ТЭМ2 в 1985 году БМЗ изготовил два опытных тепловоза ТЭМ2Т, на которых были установлены тормозные резисторы и необходимые аппараты, позволяющие применять этот вид торможения. Тепловозы поступили для опытной эксплуатации в депо Брянск.

### ТЭМ2УМ
В 1988 году БМЗ параллельно с тепловозами ТЭМ2У начал выпуск модели ТЭМ2УМ с дизель-генераторами 1ПД-4А. Первый тепловоз серии ТЭМ2УМ был оснащен дизель-генератором 1ПДГ-4 с увеличенной мощностью (1400 л.с. вместо 1200 л.с.). В рамках серии ТЭМ2УМ также было выпущено 5 тепловозов со штатным электродинамическим тормозом, которые индексировались, как ТЭМ2УМТ (ТЭМ2УМТ-521 имел электрическую схему, разработанную в БМЗ-992 в 1990 г.). Всего с 1988 по 2000 год выпущено 1084 тепловоза этой серии. Поставлялись они как промышленным предприятиям, так и МПС.

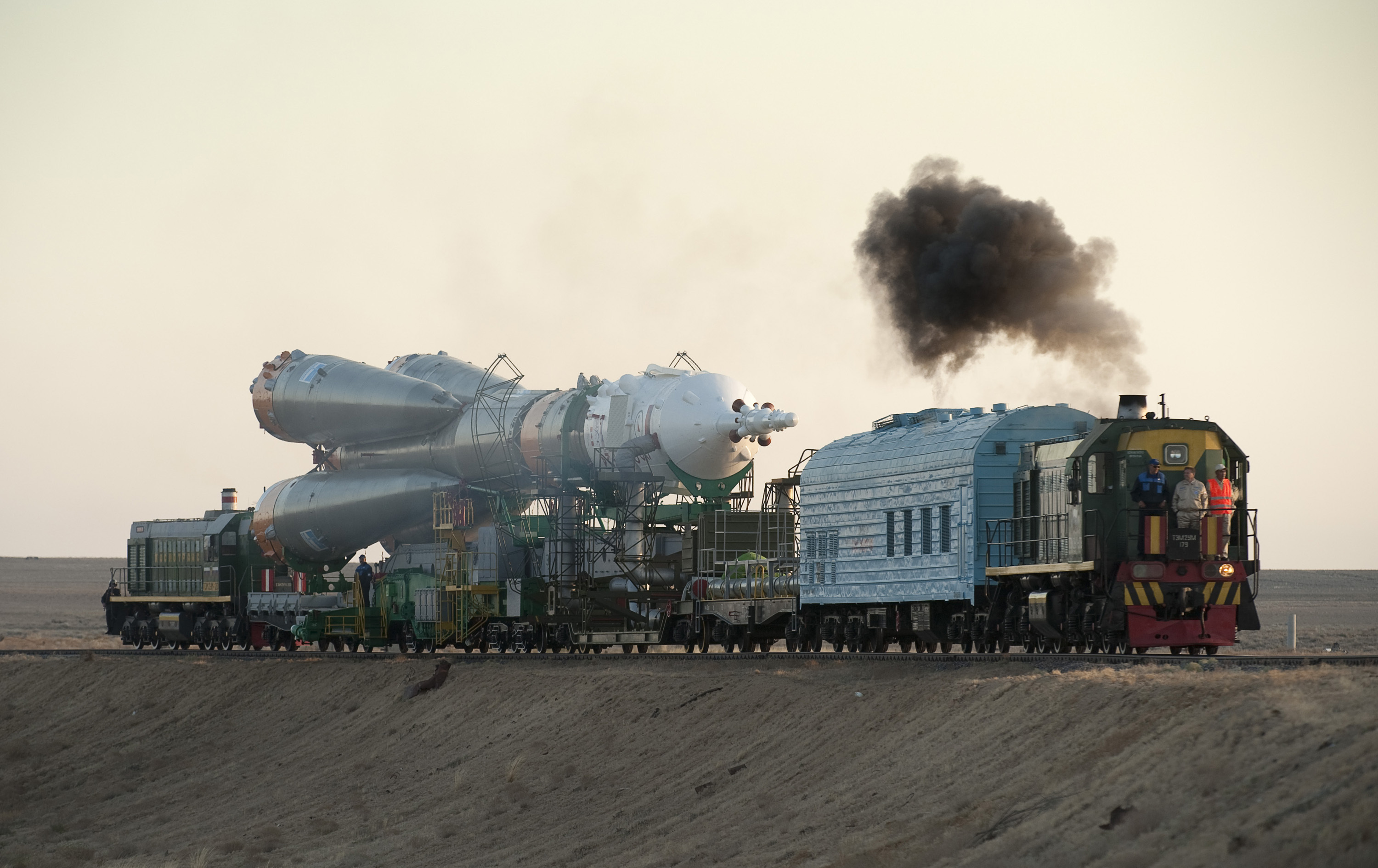
Транспортировка «Союз ТМА-16» тепловозами ТЭМ2УМ.
- ТЭМ2УМ на вывозе ракет на Байконуре

### ТЭМ2УГМК

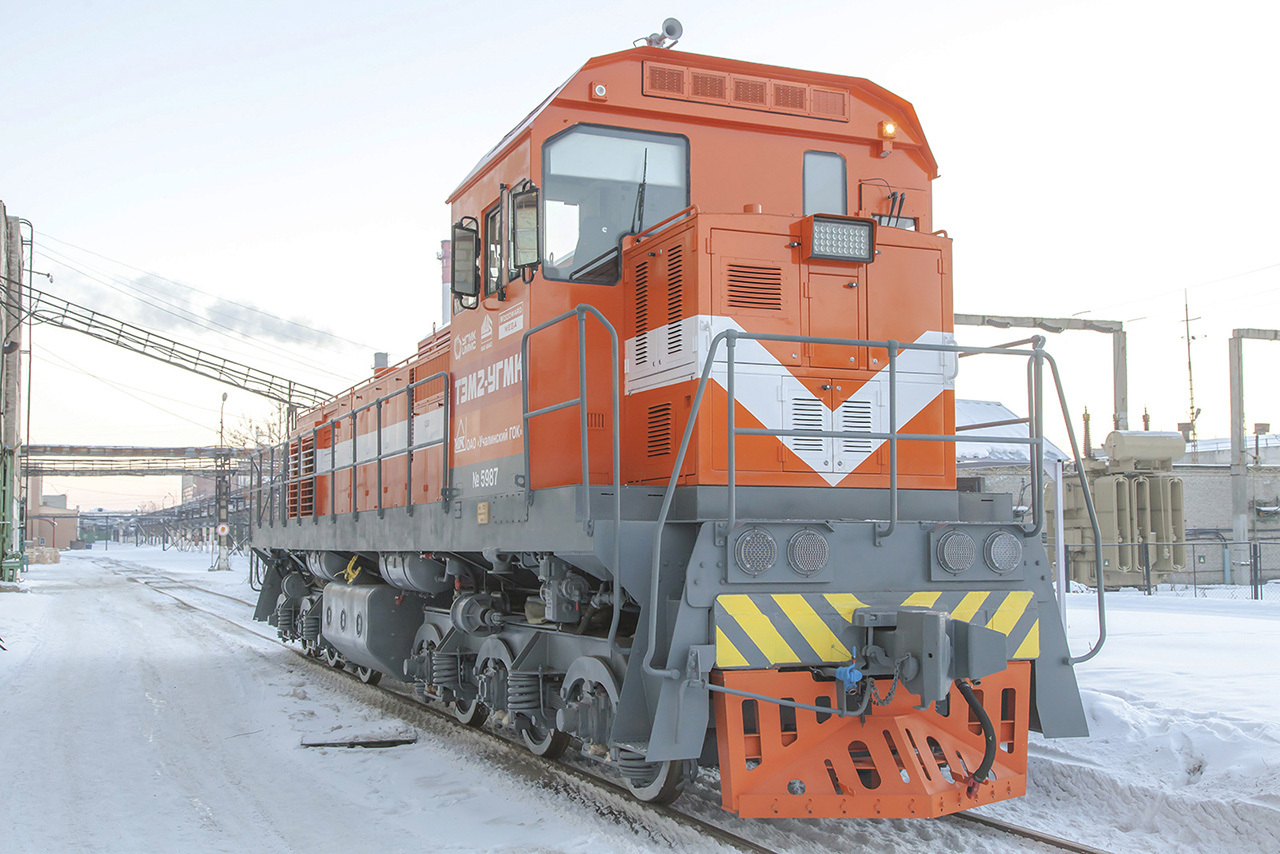
ТЭМ2УГМК-5987 со стороны кабины

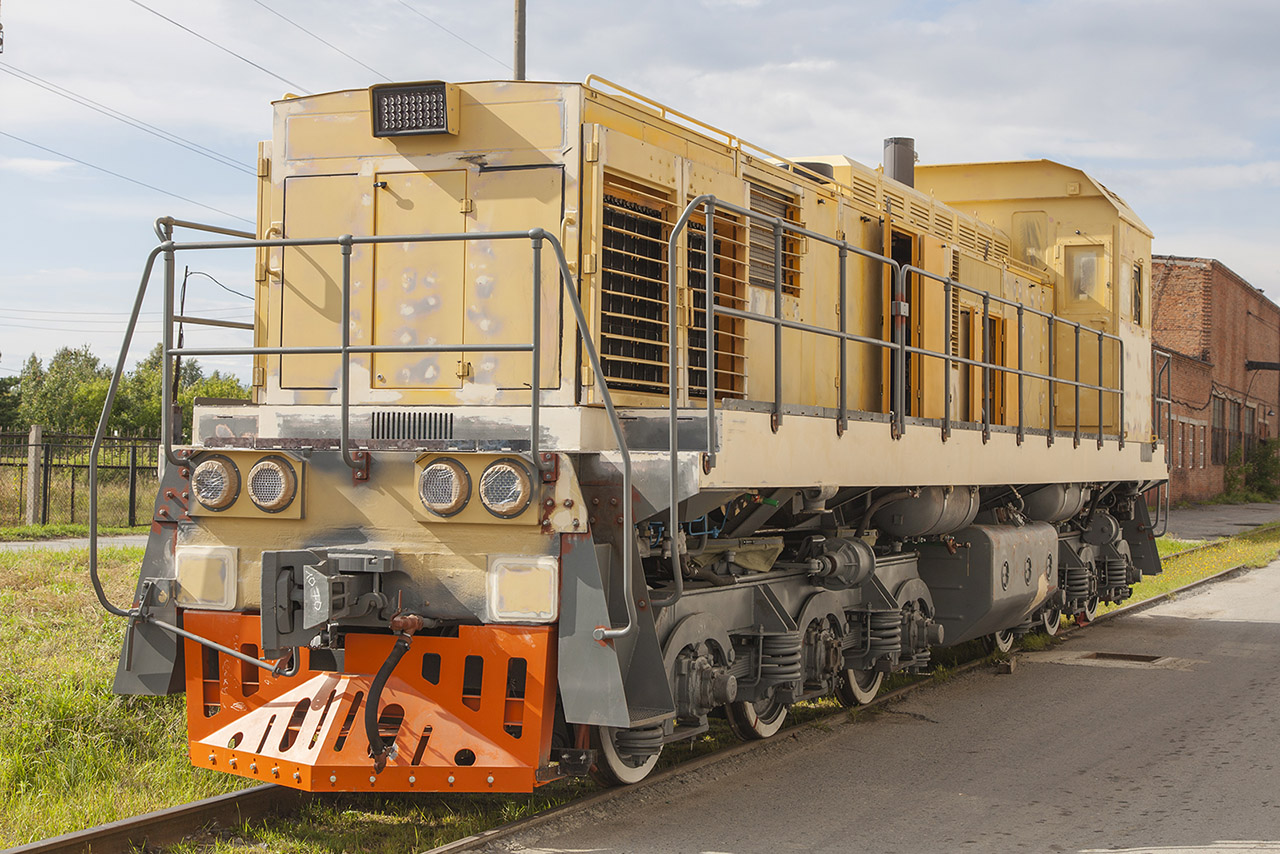
ТЭМ2УГМК-8688 со стороны большого капота.

Тепловоз ТЭМ2УГМК является результатом глубокой модернизации ранее выпущенных тепловозов серии ТЭМ2 различных индексов для Уральской горно-металлургической компании. Модернизация проводится Шадринским автоагрегатным заводом по проекту компании Woodward-MEGA. В ходе модернизации все расположенные на главной раме узлы и агрегаты, включая кабину и элементы кузова, демонтируются и заменяются на новые. В конструкцию экипажной части и тормозного оборудования каких-либо изменений не вносится. Конструкция тележек не изменяется, производится только их ремонт, включая восстановление колёсных пар, тяговых электродвигателей, автосцепок, поглощающих аппаратов и т. д. Аналогичная модернизация может быть проведена тепловозам серий ТЭМ18, ТЭМ15 и других, в основе которых лежит конструкция тепловоза ТЭМ2.
На тепловозе устанавливается новый кузов капотного типа, состоящий из нескольких отдельных частей с пониженным уровнем крыши, и новая кабина управления. Для упрощённого доступа и возможности демонтажа оборудования части крыши являются съёмными, а в боковых стенках кузова дизельного помещения имеются широкие двухстворчатые двери. Внутренние поверхности боковых стенок, дверей и крыши кузовов закрыты слоем звукоизолирующего материала и внутренней обшивкой из негорючего материала. В конструкцию главной рамы тепловоза внесены изменения, необходимые для установки нового силового и вспомогательного оборудования. Высота боковых площадок увеличена для возможности размещения кабельных каналов. Для компенсации снижения веса установленного оборудования в раме уложен балласт. Под боковыми площадками установлены вновь изготовленные песочные бункеры. На тепловозе устанавливаются новые светодиодные приборы освещения, включая прожекторы и буферные фонари.

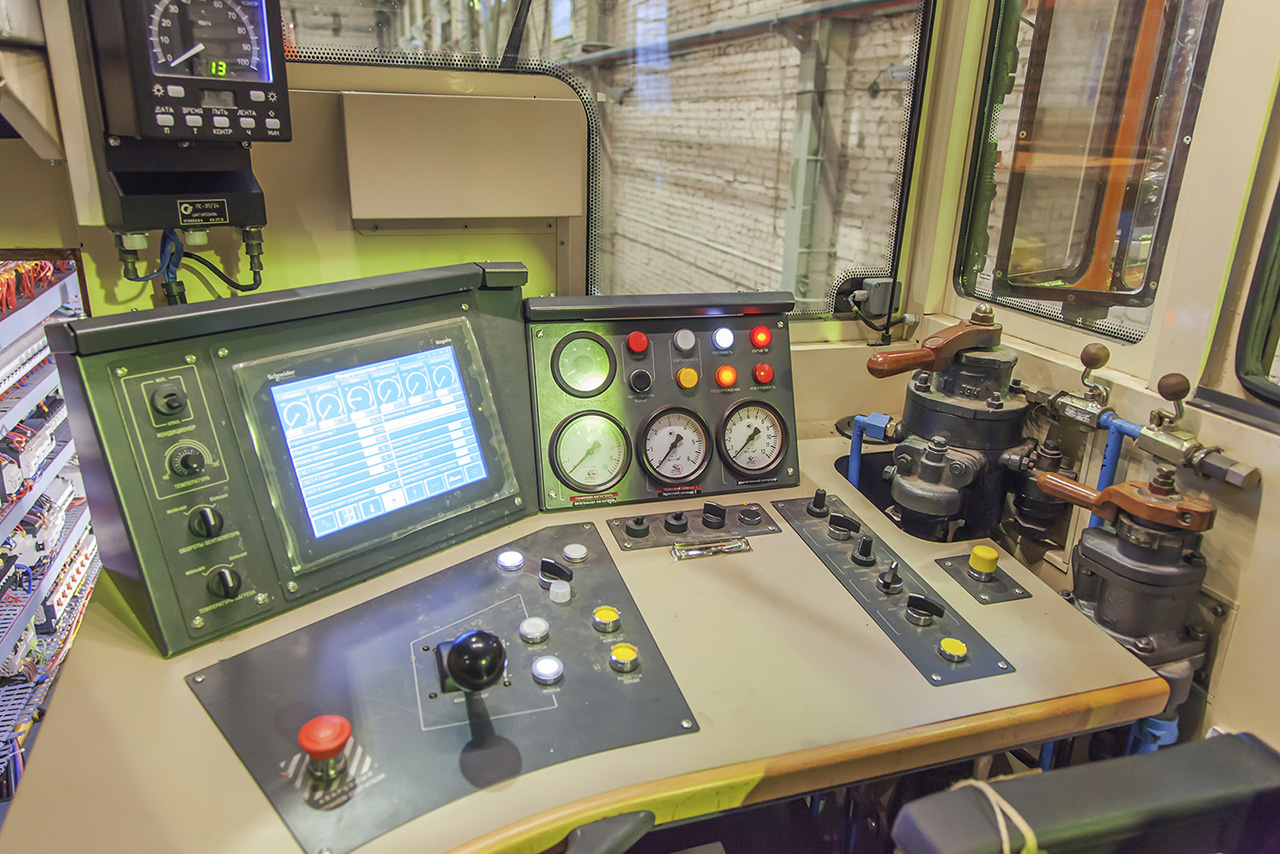
Кабина ТЭМ2УГМК-5987

Новая кабина машиниста, производимая ОАО «НПО автоматики» в Екатеринбурге, оборудована высокопрочными лобовыми стеклами увеличенной площади с электрическим обогревом, стеклоочистителями и стеклоомывателями, обогреваемыми зеркалами обзора состава. Видимость с рабочего места машиниста значительно улучшена благодаря понижению уровня крыши капотов. В кабине по диагонали расположены два одинаковых пульта управления. Пульты управления оснащены микропроцессорной системой управления с многофункциональными цветными дисплеями, позволяющими контролировать работу всех систем и агрегатов тепловоза. Контроллеры машиниста представляют собой перемещающуюся в вертикальной плоскости рукоятку и имеет только одну фиксированную позицию, соответствующую холостому ходу двигателя; перемещение рукоятки в рабочей зоне бесступенчатое. В кабине устанавливаются два регулируемых по высоте кресла, кондиционер и два калорифера с системой воздуховодов для подачи воздуха в нужные зоны кабины, указатели электронного скоростемера КПД-3ПА, приборы управления тормозами, привод ручного тормоза и т. д. Для улучшения условий труда локомотивной бригады в кабине также устанавливаются бытовой холодильник и микроволновая печь. Тепловоз может быть опционально оснащён радиостанцией, дополнительными устройствами безопасности и контроля бдительности машиниста.
На тепловозе ТЭМ2УГМК устанавливается дизель-генераторная установка, состоящая из дизеля QST30-L2 и генераторного агрегата ITAG-900/175, смонтированная на общей поддизельной раме, и вспомогательная дизель-генераторная установка малой мощности 8HDKАG производства Cummins.
Дизель Cummins QST30-L2 четырёхтактный, 12-цилиндровый, V-образный, с газотурбинным наддувом и промежуточным охлаждением наддувочного воздуха. Мощность дизеля при частоте вращения коленчатого вала 1800 об/мин — 895 кВт (1200 л. с.), рабочий объём — 30,5 литров, диаметр цилиндров — 140 мм, ход поршней — 165 мм, частота вращения коленчатого вала на холостом ходу — 650 об/мин. Масса дизеля — 3555 кг.
Генераторная установка ITAG-900/175, изготовленная компанией Woodward-MEGA, состоит из размещённых в одном корпусе тягового и вспомогательного генераторов, встроенной выпрямительной установки и вентилятора охлаждения агрегата с индивидуальным приводом. Тяговый и вспомогательный генераторы являются трёхфазными синхронными бесщёточными электрическими машинами с независимым возбуждением. Мощность тягового генератора — 900 кВт, напряжение на клеммах выпрямительной установки 650/340 В, ток — 1385/2647 А. Мощность вспомогательного генератора — 60 кВА при частоте вращения ротора 700 об/мин и 175 кВА при частоте вращения ротора 1200 об/мин и более; напряжение на клеммах — 260 и 400 В соответственно. Выпрямительная установка состоит из системы выпрямительных мостов, выводы которых подключены к внешней клеммной коробке. В конструкции выпрямительной установки имеются шунты для измерения тока по каждой группе тяговых электродвигателей, а также встроенная защита от коммутационных перенапряжений. Вал ротора агрегата опирается на два подшипника качения, срок службы которых составляет не менее 30 тыс. часов. Масса агрегата — 5800 кг.
На тепловозе ТЭМ2-УГМК установлена электрическая передача переменно-постоянного тока. Тяговые электродвигатели, соединенные попарно в три группы, получают питание от тягового генератора через выпрямительную установку.
Система управления тепловозом взаимодействует с дизелем и элементами управления вспомогательными агрегатами по цифровой шине передачи данных. K данной шине также подключены аналогово-цифровые преобразователи, расположенные непосредственно в местах установки измерительных датчиков. Применение общей коммуникационной сети позволяет существенно сократить количество использующихся проводов и кабелей.
По состоянию на 2017 год, модернизирован по меньшей мере 21 тепловоз. Один из модернизированных тепловозов, ТЭМ2УГМК-8688, в сентябре 2015 года был показан на выставке Экспо 1520 в Щербинке.

### ТЭМ2Э
Модификация для поставок на экспорт.

### ТЭМ2МК
Модернизация с использованием оборудования General Electric. В частности, с заменой двигателя на GE 7FDL8 мощностью 1800-2000 л.с. и с новой кабиной. Предназначены для тяжёлой маневровой и вывозной работы, эксплуатируются на Норильской ЖД и ЖД Якутии. Модернизировано 22 тепловоза.

## Конструкция

### Дизель
На первых тепловозах ТЭМ2 установлен шестицилиндровый четырехтактный дизель типа ПД1 с вертикальным расположением цилиндров, разработанный Пензенским дизельным заводом на базе дизеля 2Д50 тепловоза ТЭМ1. По сравнению с дизелем 2Д50, дизель ПД1 имел то же число цилиндров, тот же диаметр поршней (318 мм) и ход поршней (330 мм), несколько большую частоту вращения (750 об/мин вместо 740 об/мин), большее давление наддувочного воздуха и большую номинальную мощность (1200 л.с. вместо 1000 л.с.). Расход топлива при номинальной мощности составлял 178-179 г/(э.л.с. ч).
С 1968 года на тепловозах ТЭМ2 стали устанавливать модернизированный дизель типа ПД1М, на котором были проведены те же изменения, что и на дизеле 2Д50М тепловозов серии ТЭМ1. С тепловоза №1950 на выпускном патрубке дизеля стали устанавливать искрогасители.
Пуск дизеля, как и на тепловозах ТЭМ1, осуществлялся тяговым генератором, в качестве электродвигателя-стартера подключавшимся на момент пуска к аккумуляторной батарее и вращавшим коленчатый вал дизеля. Частота вращения вала дизеля с помощью регулятора частоты вращения поддерживалась на уровне заданной машинистом независимо от нагрузки на валу путем изменения подачи топлива в цилиндры. Нужную частоту вращения вала машинист устанавливал, управляя электромагнитными вентилями регулятора с помощью контроллера машиниста. По сравнению с тепловозом ТЭМ1, на ТЭМ2 применили 4 таких вентиля вместо трёх. У дизеля ПД1М частота вращения вала на 0-й, 1-й и 2-й позициях главной рукоятки контроллера машиниста составляла 285...315 об/мин, на 3-й — 320...340, на 4-й — 390...410, на 5-й — 470...490, на 6-й — 560...580, на 7-й — 640...660 и на 8-й — 745...755 об/мин.
Для повышения мощности дизель имеет газотурбинный наддув с помощью турбокомпрессора типа ТК-30. В турбокомпрессоре отработавшие газы дизеля приводят во вращение турбину, которая вращает вал воздушного компрессора. Компрессор засасывает атмосферный воздух через воздухоочиститель и через специальный охладитель нагнетает воздух под давлением к всасывающим клапанам цилиндров. На тепловозах ТЭМ2 с №061 турбокомпрессор начали устанавливать на статоре тягового генератора. Воздухоочиститель представляет собой фильтр для очистки воздуха от загрязнений. Фильтр непрерывного действия: его колесо с фильтрующими элементами на тепловозах ТЭМ2 до №016 вращалось электродвигателем, а с №016 — пневматическим приводом. В охладителе наддувочного воздуха поступающий в дизель воздух охлаждается водой.

#### Охлаждение воды и масла дизеля
Охлаждение дизеля — водяное. Вода дизеля, вода воздухоохладителя и масло, в свою очередь, охлаждаются в камере охлаждения (она же холодильная камера или холодильник). В ней размещается радиатор охлаждения воды дизеля (16 секций), радиатор охлаждения воды воздухоохладителя (6 секций) и масляный радиатор (6 секций). Для циркуляции воздуха камера имеет жалюзи, которые могут открываться и закрываться электропневматическим приводом. При необходимости радиаторы обдуваются вентилятором, который приводится во вращение от вала дизеля через редуктор и муфту. С тепловоза ТЭМ2 №943 количество секций для охлаждения воды дизеля уменьшено с 16 до 12.
Контроль за температурой воды и масла может выполняться автоматически либо вручную. В автоматическом режиме температура воды и масла контролируется с помощью шести термореле типа Т35-01-03, в зависимости от температуры они открывают либо закрывают жалюзи холодильной камеры, включают либо выключают вентилятор холодильной камеры. В ручном режиме температуру воды и масла контролирует по приборам машинист, в зависимости от температуры он управляет жалюзи и вентилятором. В обоих режимах имеется защита от перегрева воды и сигнализация аварийного перегрева масла с помощью двух аналогичных термореле.
Для автоматического поддержания температуры воды и масла машинист включает тумблер "Управление холодильником" в положение "Автоматически". Далее система охлаждения работает следующим образом:
- Если температура воды дизеля достигнет 75 градусов, термореле РТ1 включит вентиль жалюзи воды и вентиль верхних жалюзи. Эти жалюзи откроются, усиливая охлаждение водяного радиатора.
- Если температура воды дизеля достигнет 84 градусов, термореле РТ2 включит вентиль муфты вентилятора. Вентилятор включится, ещё больше усиливая усиливая охлаждение водяного радиатора.
- Если температура воды дизеля достигнет 88 градусов, термореле РТ3 выключит контактор возбуждения генератора, снимая тем самым нагрузку с генератора, а значит, и с дизеля, что не допускает дальнейшего перегрева воды и самого дизеля.
- Если температура воды воздухоохладителя дизеля достигнет 25 градусов, термореле РТ7 включит вентиль жалюзи воды воздухоохладителя и эти жалюзи откроются.
- Если температура воды воздухоохладителя достигнет 55 градусов на позициях контроллера машиниста выше 6-й, термореле РТ8 включит вентиль муфты вентилятора. Вентилятор включится.
- Если температура воды дизеля достигнет 67 градусов, термореле РТ4 включит вентиль жалюзи масла и вентиль верхних жалюзи. Эти жалюзи откроются.
- Если температура масла дизеля достигнет 76 градусов, термореле РТ5 включит вентиль муфты вентилятора. Вентилятор включится.
- Если температура масла дизеля достигнет 80 градусов, термореле РТ6 включит лампу "Перегрев масла", информируя машиниста о температуре масла выше допустимой и необходимости её снижения[9].

При снижении температуры охлаждающих жидкостей переключения автоматически происходят в обратной последовательности.

### Электрическое оборудование

#### Электрическая передача
Тепловоз имеет электрическую передачу постоянного тока. Дизель вращает вал тягового генератора, вырабатывавшего постоянный ток для питания шести тяговых электродвигателей постоянного тока. На первых тепловозах ТЭМ2 применялся тяговый генератор типа ГП-300А, разработанный харьковским заводом Электротяжмаш. Напряжение генератора — 645/870 В, ток — 1210/800 А; номинальная мощность — 780 кВт; число полюсов — 8 главных и 8 дополнительных; масса — 5100 кг; возбуждение — независимое, тип вентиляции — самовентиляция.
Для питания обмотки возбуждения главного генератора используется отдельный генератор постоянного тока — возбудитель типа МВТ-25/9У2. Мощность возбудителя — 5,6 кВт, максимальное напряжение — 75 В, максимальный ток — 75 А. Возбудитель и вспомогательный генератор объединены в двухмашинный агрегат, вал которого приводится во вращение от вала дизеля через ременнную передачу. Максимальная частота вращения валов возбудителя и вспомогательного генератора (при частоте вращения вала дизеля 750 об/мин) — 2000 об/мин.
В режиме тяги тяговый генератор питает постоянным током 6 тяговых электродвигателей. На тепловозах ТЭМ2 №001-003 и №010, 011 применялись тяговые электродвигатели типа ЭДТ-340В. От тяговых двигателей ЭДТ-340Г первых тепловозов ТЭ10 они отличались конструкцией моторно-осевых подшипников. Максимальное напряжение двигателя — 220 В, максимальный ток — 590 А, длительная мощность — 108 кВт, максимальная частота вращения — 2060 об/мин; суммарная длительная мощность шести двигателей — 648 кВт. На тепловозах ТЭМ2 №004-009 и 012-015 применялись тяговые электродвигатели типа ЭД-104Б. На тепловозах ТЭМ2 с №016 стали применять тяговые электродвигатели типа ЭД-107. На тепловозах ТЭМ2 с №1628 (1974 год) стали применять тяговые электродвигатели типа ЭД-118А, имевшие изоляцию "монолит" и усиленные детали механической части. Такие же двигатели ставили на тепловозы ТЭМ2М.
Управление дизелем и электрической передачей осуществляется с помощью контроллера машиниста, установленного в кабине машиниста. На тепловозах ТЭМ2 № 001-003 применялся контроллер машиниста типа КВ-1602, имевший 3-позиционную реверсивную рукоятку и 17-позиционную главную (нулевая позиция и 16 рабочих). Испытания тепловоза ТЭМ2-002 на ЭК ВНИИЖТ в 1961 году показали, что применение 16 рабочих позиций контроллера ухудшило маневровые свойства тепловоза. Поэтому на тепловозах ТЭМ2 с №004 стали применять контроллер машиниста типа КВ-0801, главная рукоятка которого имела 9 позиций (нулевая и 8 рабочих). На тепловозах ТЭМ2 с №1334 стали применять контроллер машиниста типа КВП-0854. От контроллера КВ-0801 он отличался мостиковыми контактами, наличием пневматических приводов валов для управления с переносных пультов и штурвалом в качестве главной рукоятки.

#### Освещение
Электрическое освещение тепловоза ТЭМ2 выполняется светильниками с лампами накаливания. Цепи освещения питаются постоянным током 75 В от аккумуляторной батареи либо вспомогательного генератора. Часть цепей освещения и буферные фонари подключены напрямую к аккумуляторной батарее, поэтому эти цепи освещения можно включить до включения рубильника батареи.
На переднем и заднем буферных брусьях рамы тепловоза установлено по два буферных фонаря, каждый с двумя светильниками — красного и белого света. Каждым буферным фонарём управляют с помощью тумблера на 3 положения («Белый-0-Красный»). На тепловозах ТЭМ2 до №526 применялись буферные фонари с одним светильником.
На тепловозе предусмотрено освещение кабины машиниста белым светом (1 лампа), освещение камеры электроаппаратов (1 лампа), дизельного отделения (3 лампы), холодильной камеры (3 лампы). Имеются 3 розетки для переносных ламп (одна в дизельном отделении, две под кузовом); розетки имеют отдельный выключатель. Снаружи кабины, справа и слева, установлено по два светильника для сигнализации сцепщику местонахождения машиниста (справа или слева). Этими светильниками управляют с помощью тумблера на 3 положения.
Часть цепей освещения тепловоза получают питание от основных цепей 75 В — после включения рубильника аккумуляторной батареи. Это цепи ламп прожекторов, цепи освещения кабины машиниста зелёным светом (2 лампы), цепи освещения тележек (4 лампы), аккумуляторного отделения (2 лампы), приборов в кабине машиниста (2 лампы, яркость каждой регулируется).
Для освещения пути и сооружений на тепловозе предусмотрены два прожектора, установленные в верхней части торцевых стенок кузова. В зависимости от положения реверсивной рукоятки (Вперед или Назад) включается лампа переднего либо заднего прожектора. С помощью двух тумблеров лампу можно включать на яркий или тусклый свет; в режиме яркого света из цепи лампы частично выводится сопротивление. При работе двух тепловозов по СМЕ используются лампы двух крайних прожекторов, а два средних прожектора отключаются.

## Технические данные
- Осевая формула — 30−30
- Мощность дизеля — 1200 л.с.
- Конструкционная скорость — 100 км/ч.
- Конструктивный вес с 2/3 запаса топлива, воды и песка — 120—126 т в различных модификациях.

## Ремонтные заводы
- Астраханский тепловозоремонтный завод
- Уфимский тепловозоремонтный завод
- Уссурийский локомотиворемонтный завод
- Даугавпилсский локомотиворемонтный завод

## Галерея

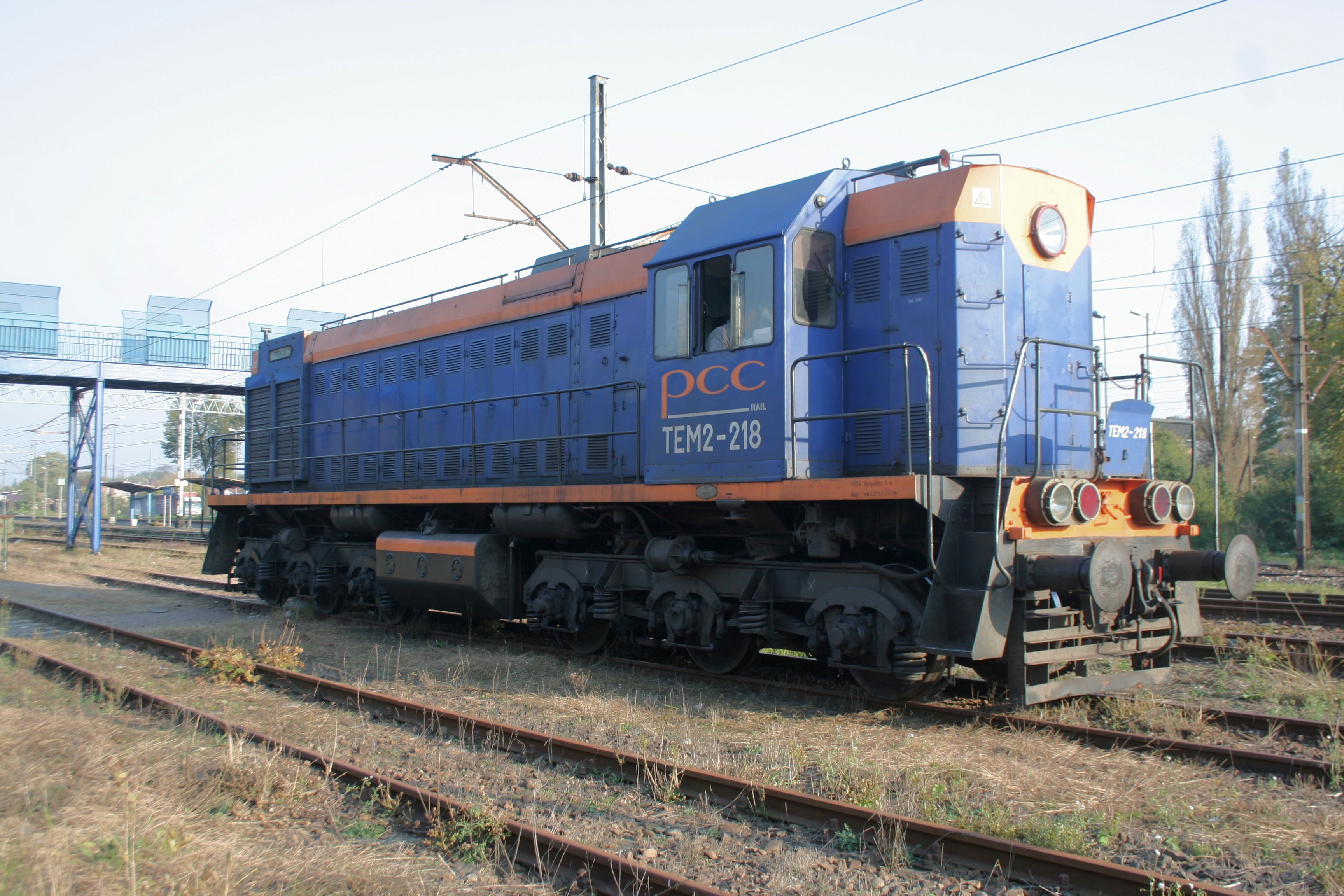
ТЭМ2-218 в Польше
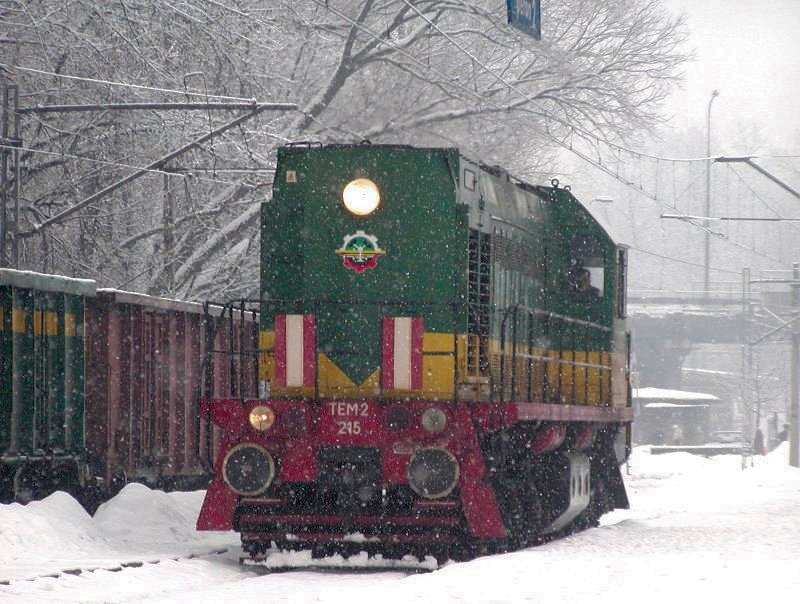
ТЭМ2-215 в Польше
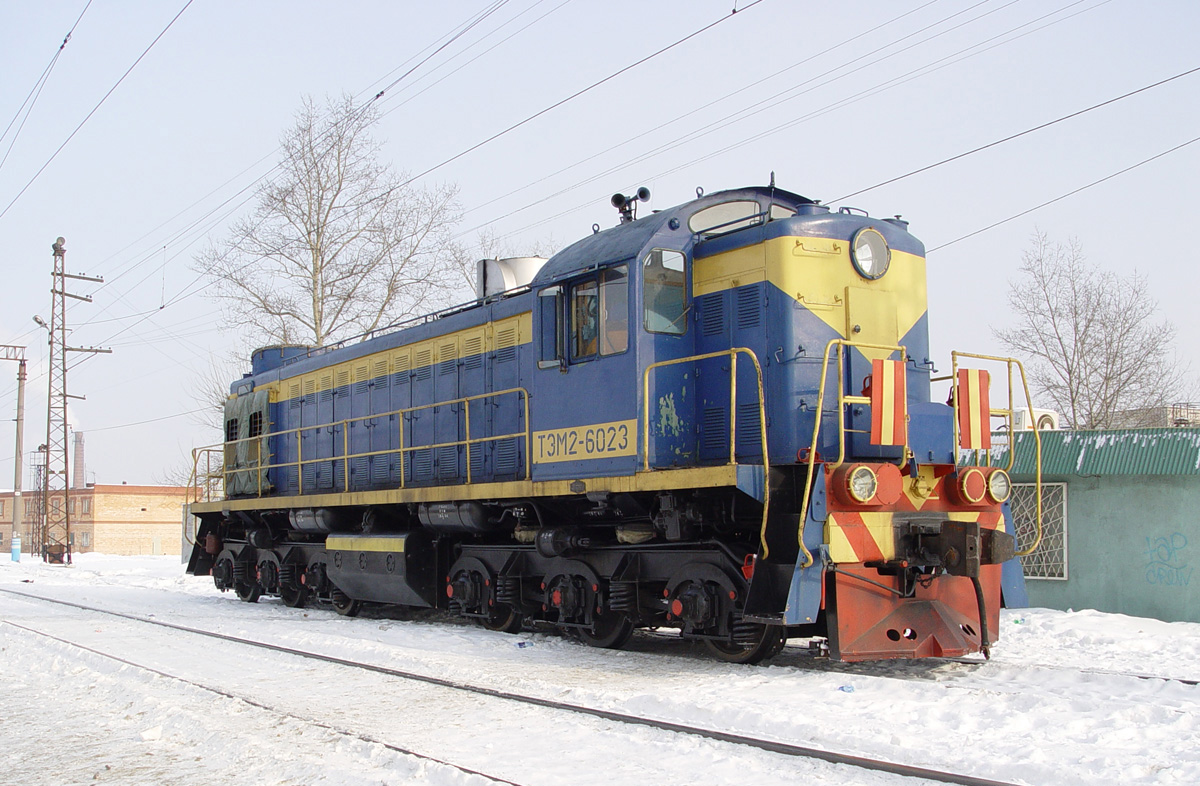
ТЭМ2-6023
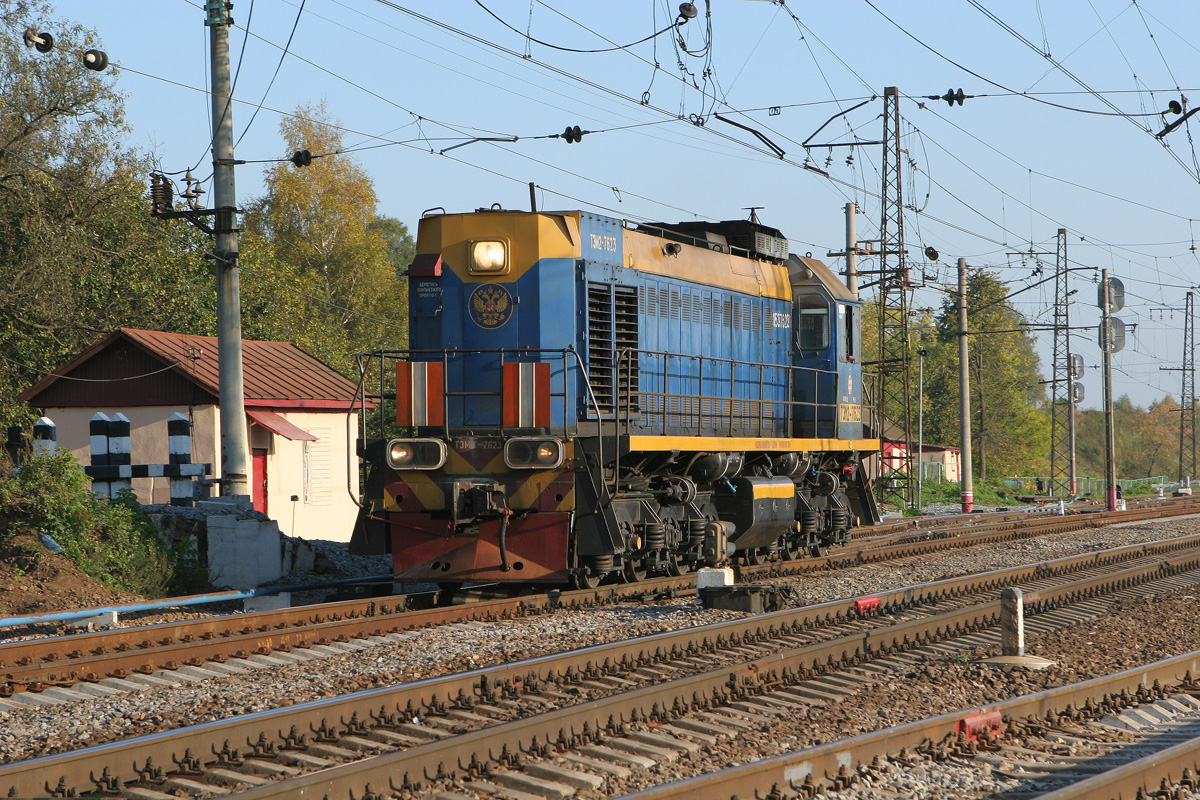
ТЭМ2-7623
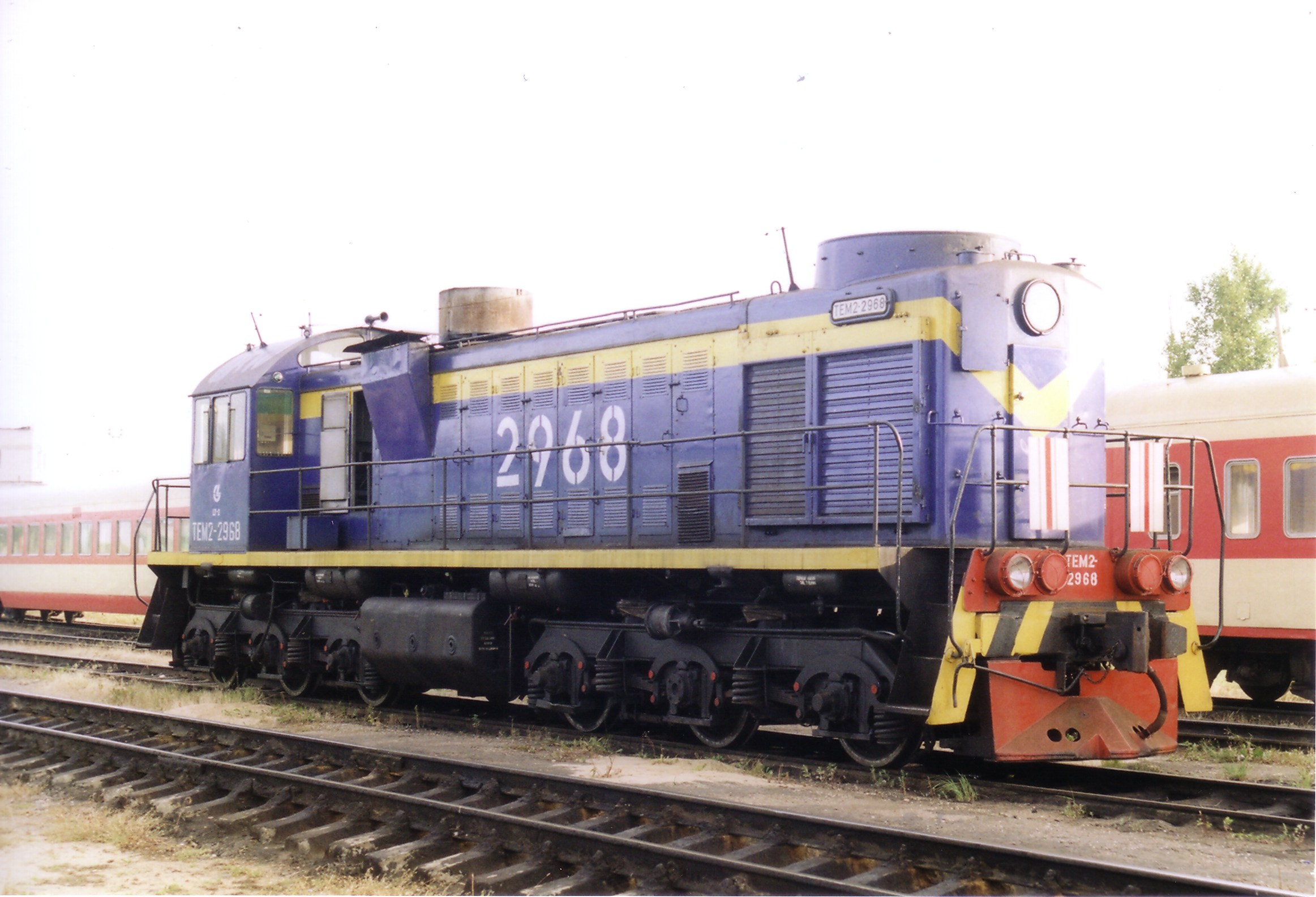
ТЭМ2-2968
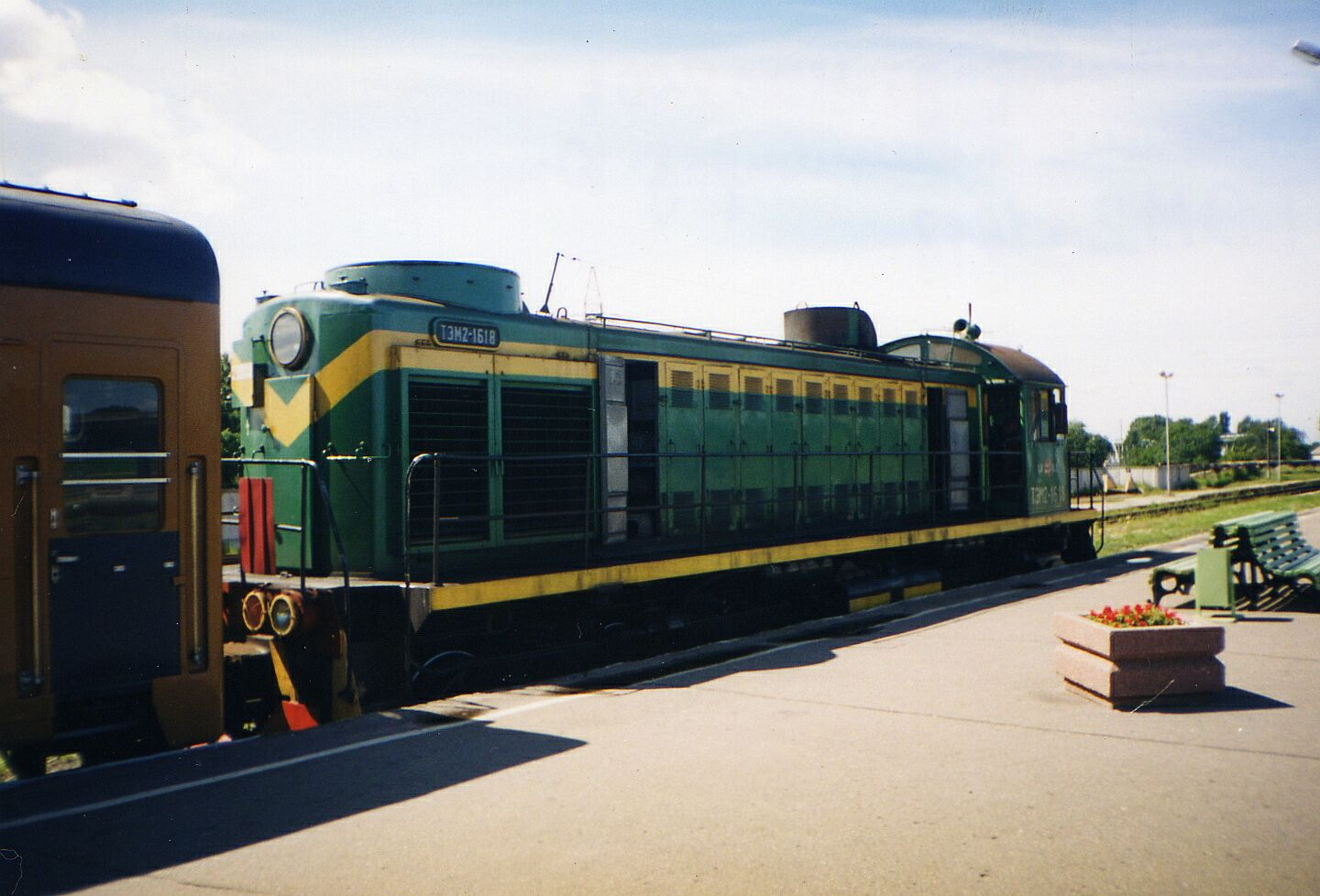
ТЭМ2-1618
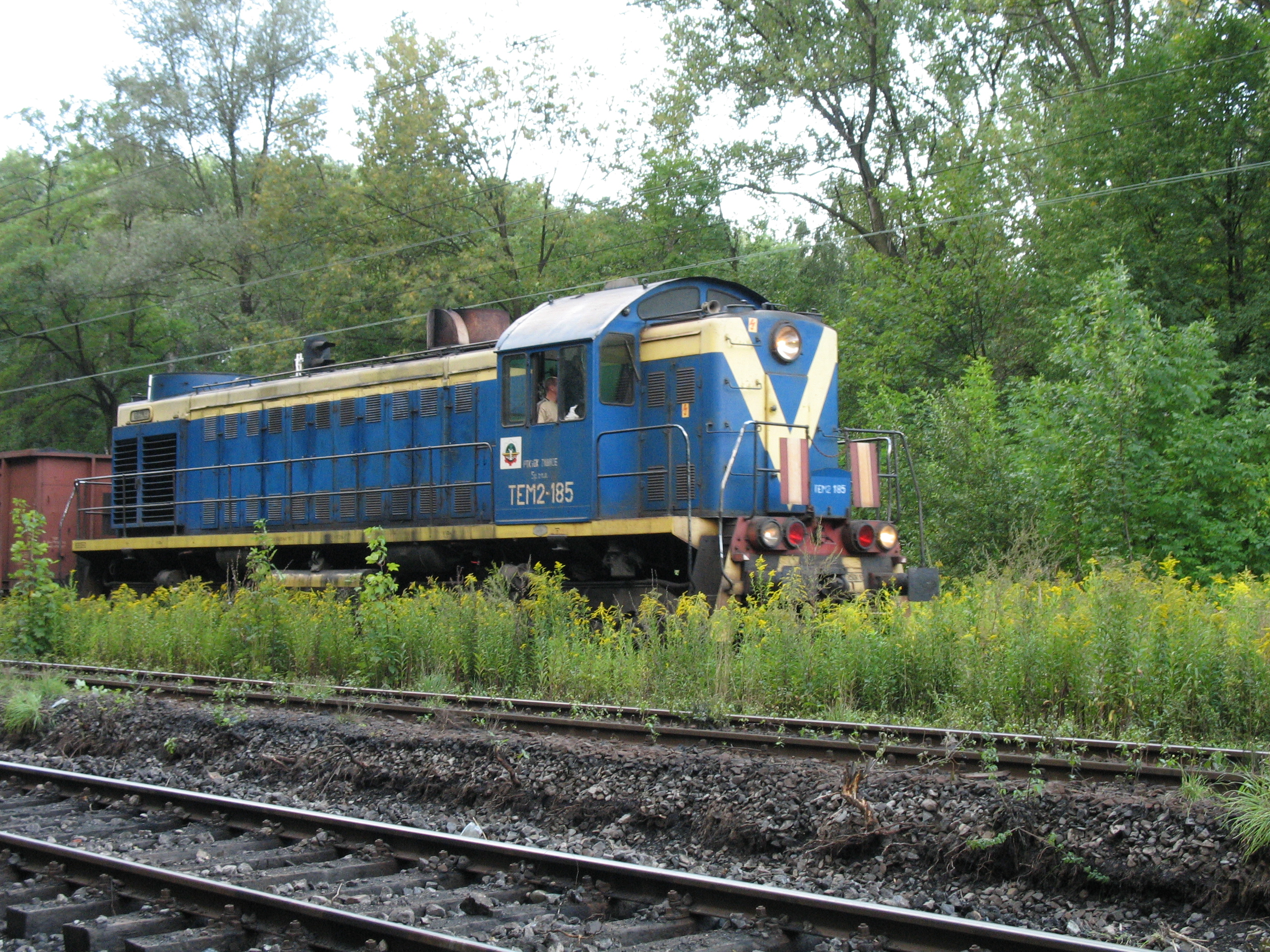
ТЭМ2-185
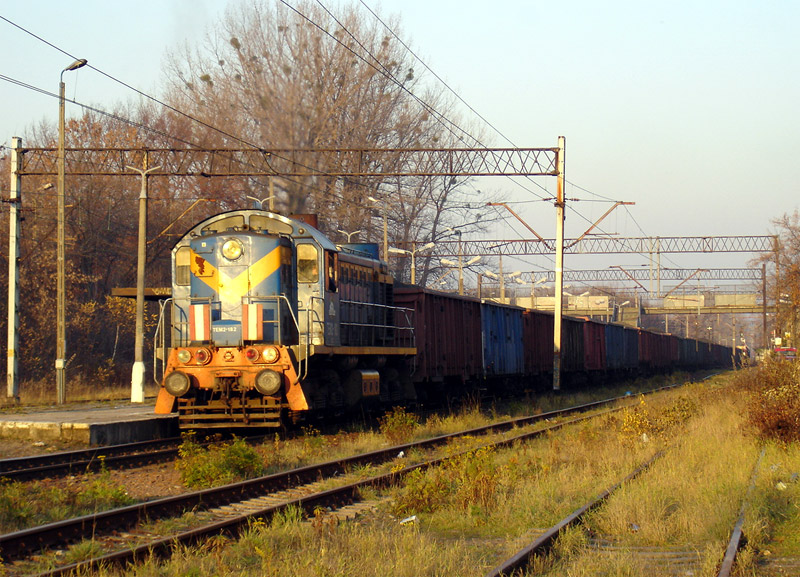
ТЭМ2-182
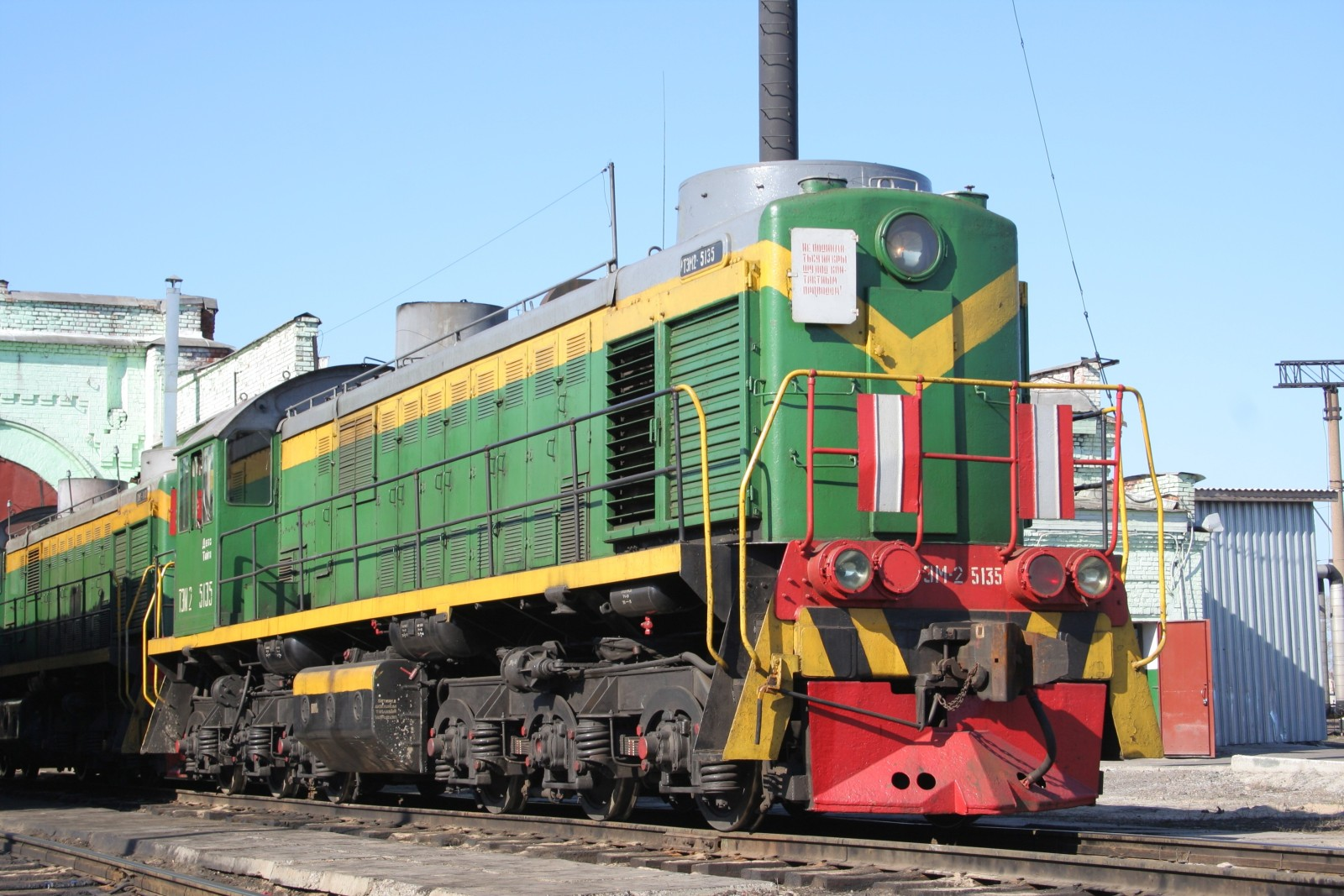
ТЭМ2-5135
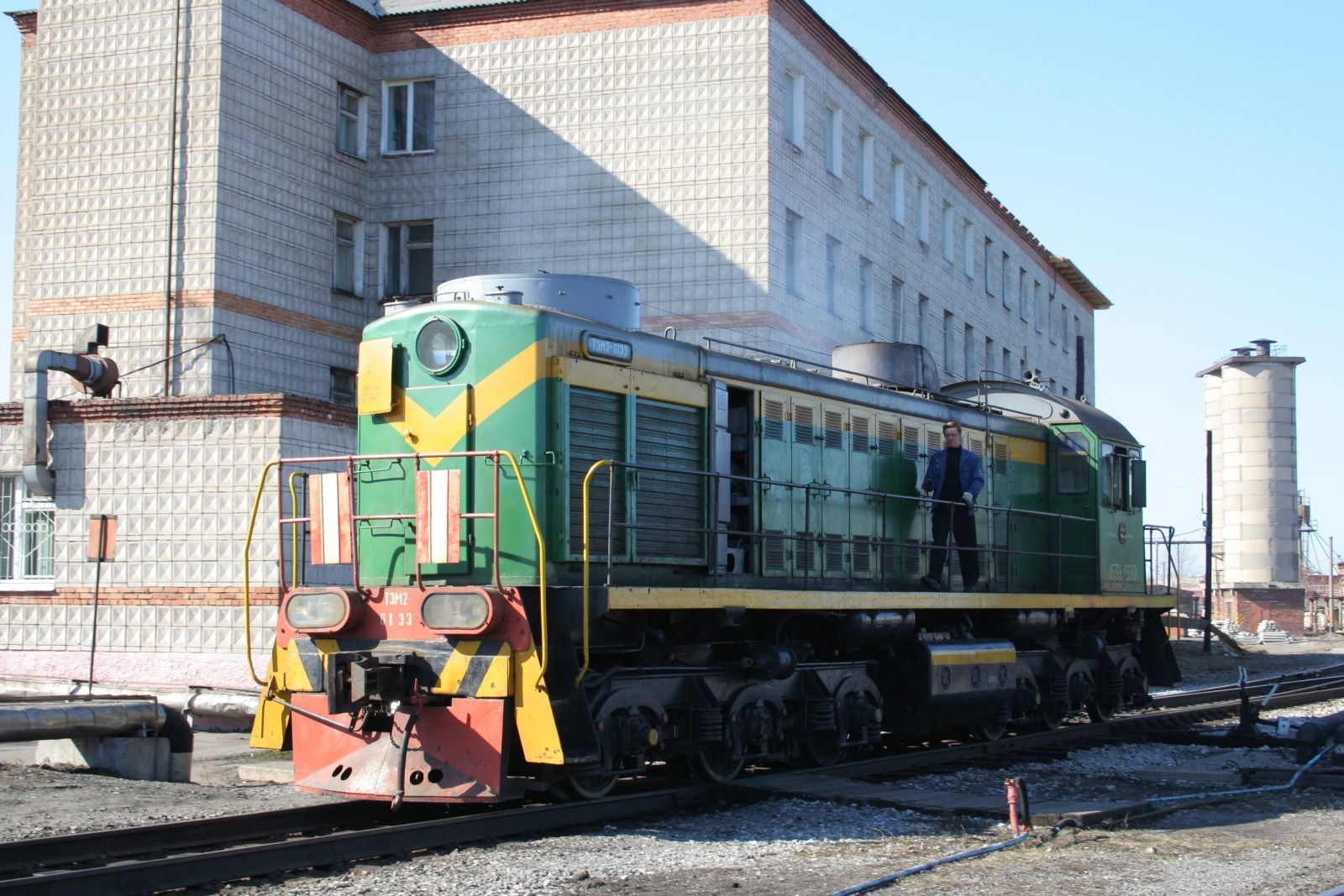
ТЭМ2-6133
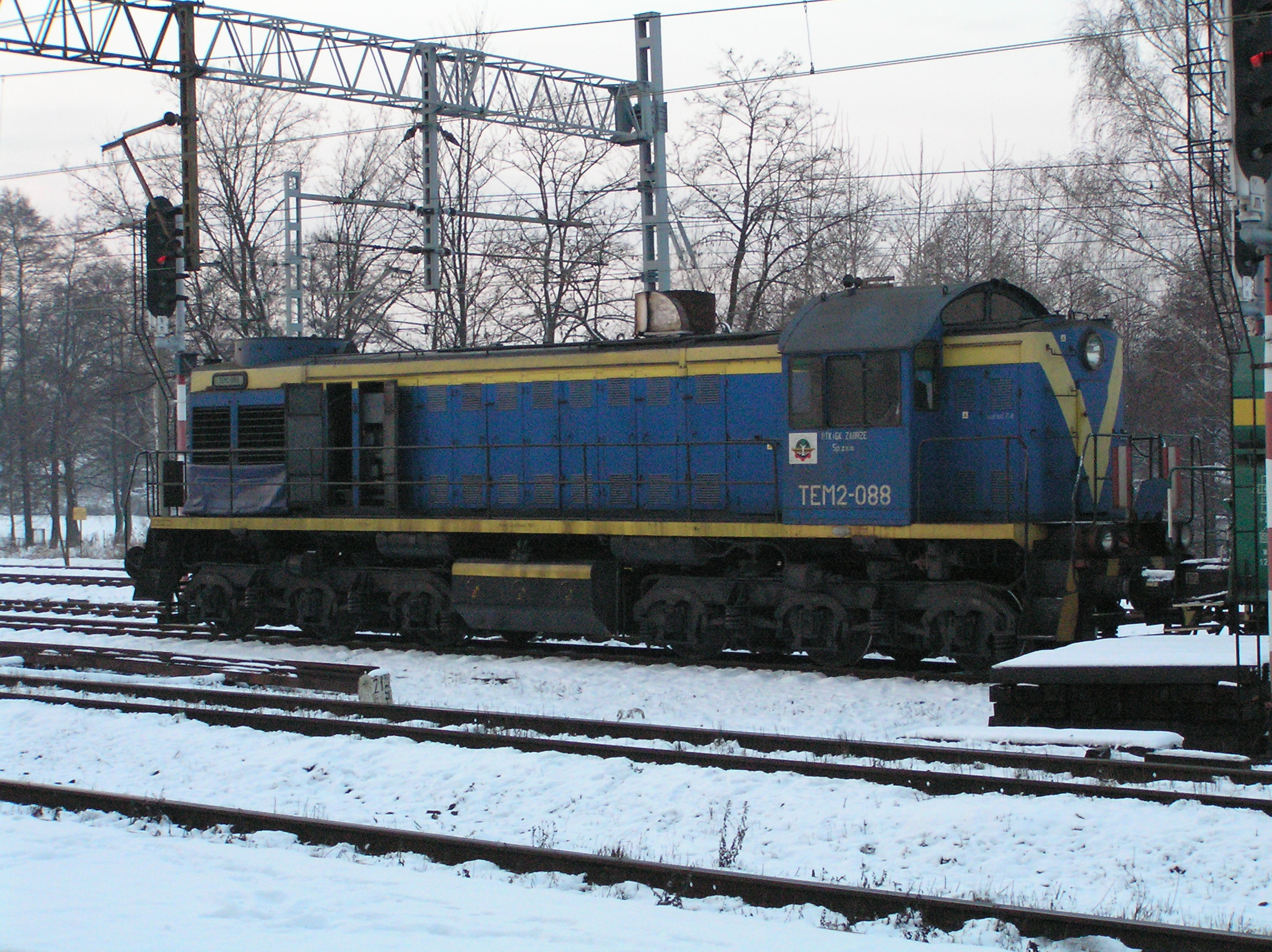
ТЭМ2-088
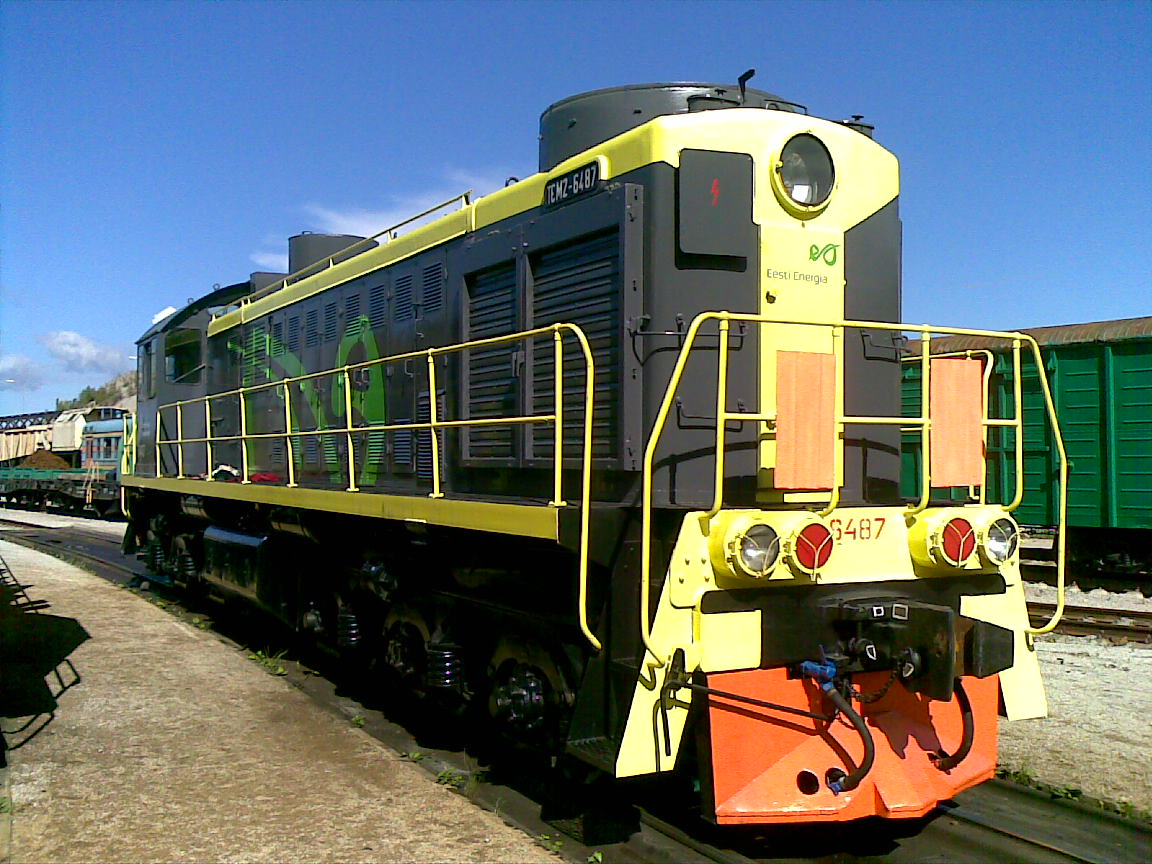
ТЭМ2-6487
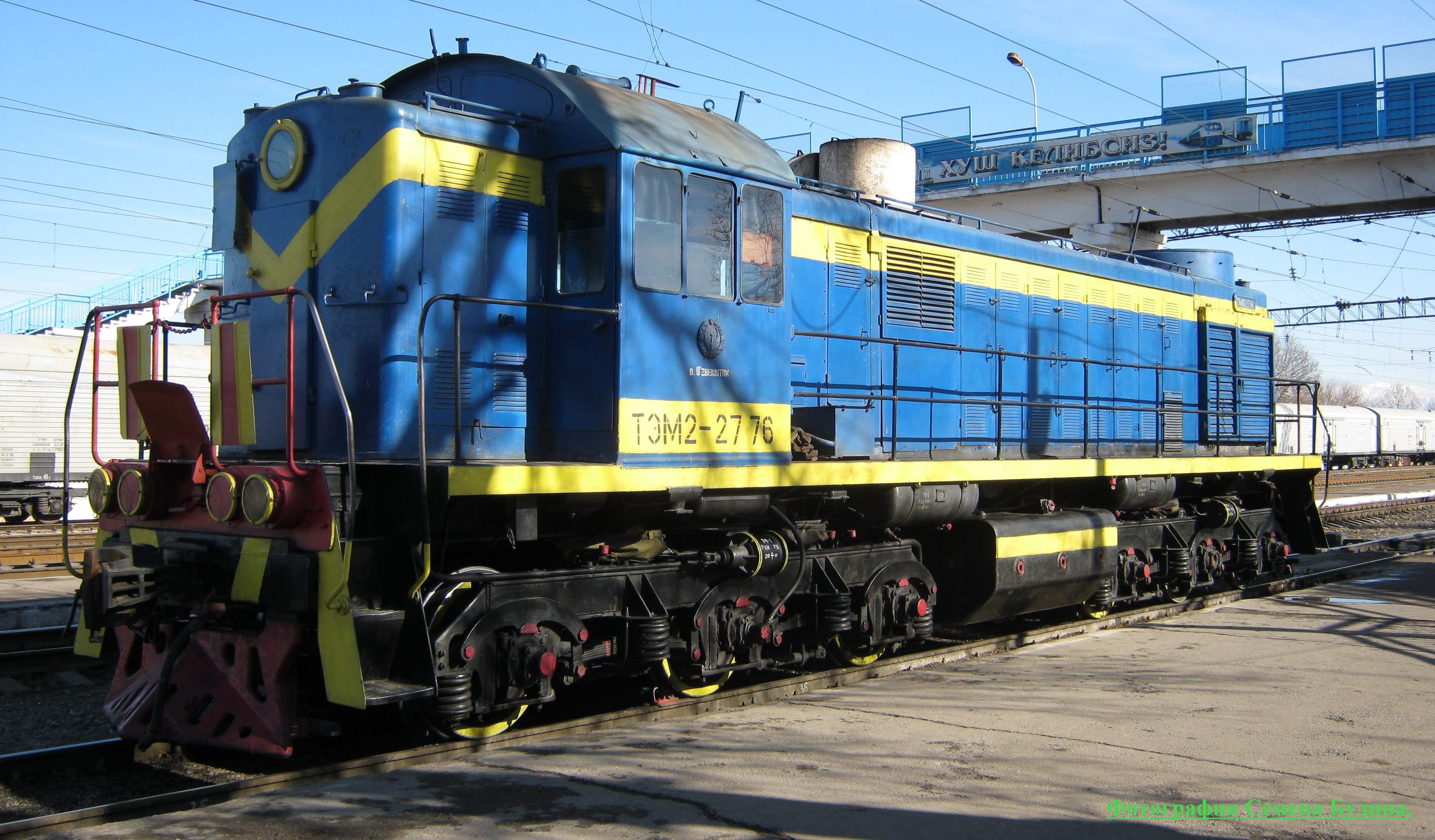
ТЭМ2-2776